# Nedžarići
Nedžarići (v srbské cyrilici Неџарићи) jsou místní část metropole Bosny a Hercegoviny, Sarajeva. Administrativně se nachází v općině Novi Grad. Nachází se v západní části města, pod vrcholem Mojmilo, směrem k městu Ilidža. Obklopují je lokality Alipašino polje, Saraj polje, Dobrinja a Letiště Sarajevo. 
Nedžarići jsou známé především tím, že tudy během Obléhání Sarajeva v 90. letech 20. století procházela frontová linie. Po skončení konfliktu byla lokalita připojena k Federaci Bosny a Hercegoviny. Místní zástavba je nízká, tvoří ji víceméně rodinné domy. Nachází se zde nicméně několik budov vysokoškolských kolej, které vznikly v 70. a 80. letech 20. století. Dříve v Nedžarićích stála i budova novin Oslobođenje, která byla za vály zničena, dále zde stojí také budova základní školy pojmenovaná po Aleksovi Šantićovi. Nápadným objektem jsou také trosky pestrobarevného domu seniorů, který byl zničen během války v 90. letech.